# Kampen Om Danmark
Kampen Om Danmark også kaldet Kampen om DK var en hiphop-musical skrevet og komponeret til Baggårdteatret og Odense Teater i 2005). Stykket var instrueret af Lasse Bo Handberg og Nicolaj Spangaa.
Forestillingens sange var komponeret hiphopgruppen Hvid Sjokolade. Niels Henrik Gerts stod derfor for musikken og Tommy Bredsted stod for teksten.

## Medvirkende
- Mads Nørby
- Signe Anastassia Mannov
- Gaia Rosberg
- UFO fra rapgruppen UFO Yepha
- Natasja Saad (rapper)
- Steen Rock (dj)

| Musik | Spire Denne musikartikel er en spire som bør udbygges. Du er velkommen til at hjælpe Wikipedia ved at udvide den. |